# Chiesa di Santa Maria Maddalena dei Pazzi
La chiesa di Santa Maria Maddalena de' Pazzi con annesso convento, è un importante complesso monumentale di Firenze situato in Borgo Pinti 60, angolo via della Colonna.

## Storia

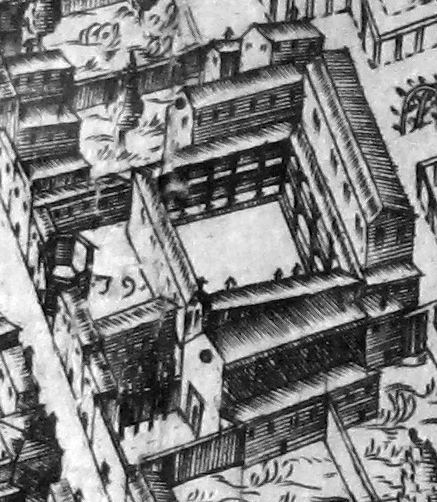
La prioria di Cestello nella pianta del Buonsignori (1589-1599)

### Le origini
In questo sito si sono avvicendati diversi ordini e istituzioni religiose. La fondazione risale al 1250 circa, intitolato a "Santa Maria Maddalena delle Convertite" o "delle Penitenti", nel luogo dove già esisteva una casa di accoglienza per donne di malaffare "repentite" (o "convertite"), che seguivano la regola di San Benedetto. Fu proprio dalle "repentite'" che forse derivò il nome della via, Borgo "Pinti".
Lo "Spedale a Pinti" è citato sia da Dante Alighieri, nella LXXVI Rima in risposta a Forese Donati (A lo spedale a Pinti ha' riparare), sia da Giovanni Villani, che ricorda come nel 1260 da qui venivano i buoi che trainavano il vessillo fiorentino diretto alla battaglia di Montaperti.

### I Cistercensi
Nel 1322 la struttura passò ai Cistercensi di Badia a Settimo detti del "cestello" (dalla forma dei loro cappucci), che vi si insediarono solo nel 1442, sollecitati da papa Eugenio IV, che trasferì le Convertite a San Donato in Polverosa. Il convento di Borgo Pinti fu quindi ricostruito fra il 1481 e il 1526 col finanziamento di Bartolommeo Scala (che nella stessa via fece poi edificare il proprio palazzo) su progetto di Giuliano da Sangallo, che ideò l'innovativo quadriportico in stile ionico, antistante alla chiesa.
L'interno venne armoniosamente arredato fra il 1480 e il 1530 da pale d'altare di artisti di primissimo piano, quali Sandro Botticelli, il Perugino, Domenico e Ridolfo del Ghirlandaio, Lorenzo di Credi e Raffaellino del Garbo, che vennero inesorabilmente trasferite altrove a seguito della ristrutturazione sei-settecentesca e delle spoliazioni napoleoniche (oggi sparse nei musei di Firenze, Parigi, Monaco e San Pietroburgo), come ad esempio la Visitazione del Ghirlandaio oggi al Louvre.
Esse furono sostituite da altre che ancora si trovano nella chiesa, opere di Carlo Portelli, Alfonso Boschi, Domenico Puligo, Giovanni Bizzelli, Santi di Tito, Francesco Curradi.
Sempre alla fine del Quattrocento fu affrescata la sala capitolare dalla famosa Crocifissione del Perugino.

### Le Carmelitane
Visitando Lucca nel 1691, il principe Federico di Danimarca, non ancora monarca, aveva incontrato in un ballo una nobildonna del luogo, Maria Maddalena Trenta. La differenza religiosa, luterano il primo e cattolica la seconda, aveva subito costituito un problema, ma il principe mantenne un buon ricordo di questa conoscenza italiana.
Federico, divenuto re Federico IV di Danimarca, non aveva però dimenticato la sua simpatia giovanile ed inviò a Maddalena il suo ritratto in miniatura con una ricca cornice tempestata di brillanti. Se non che, quest'ultima era frattanto entrata nel monastero di Santa Maria Maddalena de' Pazzi a Firenze, come monaca di clausura. Il ritratto venne rimandato indietro, accompagnato da un crocifisso e da una lettera che indicava in Cristo lo sposo che la fanciulla "ormai si era eletto". 
Nonostante ciò Federico, nel marzo 1708, giunto in visita alla città come re di Danimarca, espresse il desiderio di rincontrare suor Maddalena. Con i dovuti permessi di arcivescovo Tommaso della Gherardesca e della madre priora, il Re fu ricevuto in parlatorio alla presenza della priora e di una consigliera. I cronisti raccontano che l'incontro pomeridiano fra i due si concretizzò solo attraverso una grata, con una breve conversazione sulla religione cattolica cristiana e quella protestante, con suor Maria Maddalena che propose al sovrano di convertirsi alla fede della Chiesa di Roma, per il sollievo a tutto il mondo religioso cittadino. L'ambasciatore lucchese scrisse che il sovrano sarebbe uscito dall'incontro con il fazzoletto al volto, con gli occhi umidi sul punto di piangere. Qualche giorno dopo il re, prima di partire per Livorno, ove fu ospite a Palazzo Huigens, donò al monastero di Santa Maria Maddalena de' Pazzi la somma di cinquecento ungari d'oro. Della visita del re a Firenze resta una targa sulla Porta San Gallo.
Nel 1629 si verificò una fondamentale svolta nella storia del complesso, i monaci cistercensi, per ordine del Papa Urbano VIII Barberini, che aveva due nipoti nel Carmelo fiorentino, andarono a Cestello in San Frediano, Oltrarno, mentre le Monache Carmelitane di Santa Maria del Angeli si stabilirono a Borgo Pinti.
Le monache portarono con sé anche le spoglie della consorella Maria Maddalena de' Pazzi, una carmelitana mistica morta nel 1607 e beatificata da papa Urbano VIII (del quale fu apposto un vistoso stemma Barberini e una lapide all'angolo con via della Colonna) nel 1626. Ma soltanto dopo la canonizzazione di Maria Maddalena, nel 1669, la chiesa venne ridedicata.
Questo importante evento fu la spinta che innescò un rinnovato fervore decorativo. In tale occasione Jacopo Chiavistelli, con la collaborazione di Angiolo Gori, affrescò la volta con la Gloria di santa Maria Maddalena de' Pazzi, mentre Cosimo Ulivelli dipinse alle pareti le Storie della santa.
Poco dopo, dal 1677 al 1685, fu costruita l'attuale cappella maggiore, concepita come una sorta di mausoleo, di cornice trionfale alle reliquie della santa. Il monastero fu lo sfondo della vicenda della nobildonna lucchese Maddalena Trenta, poi monaca di clausura, e del re di Danimarca nel 1691.

### L'epoca moderna

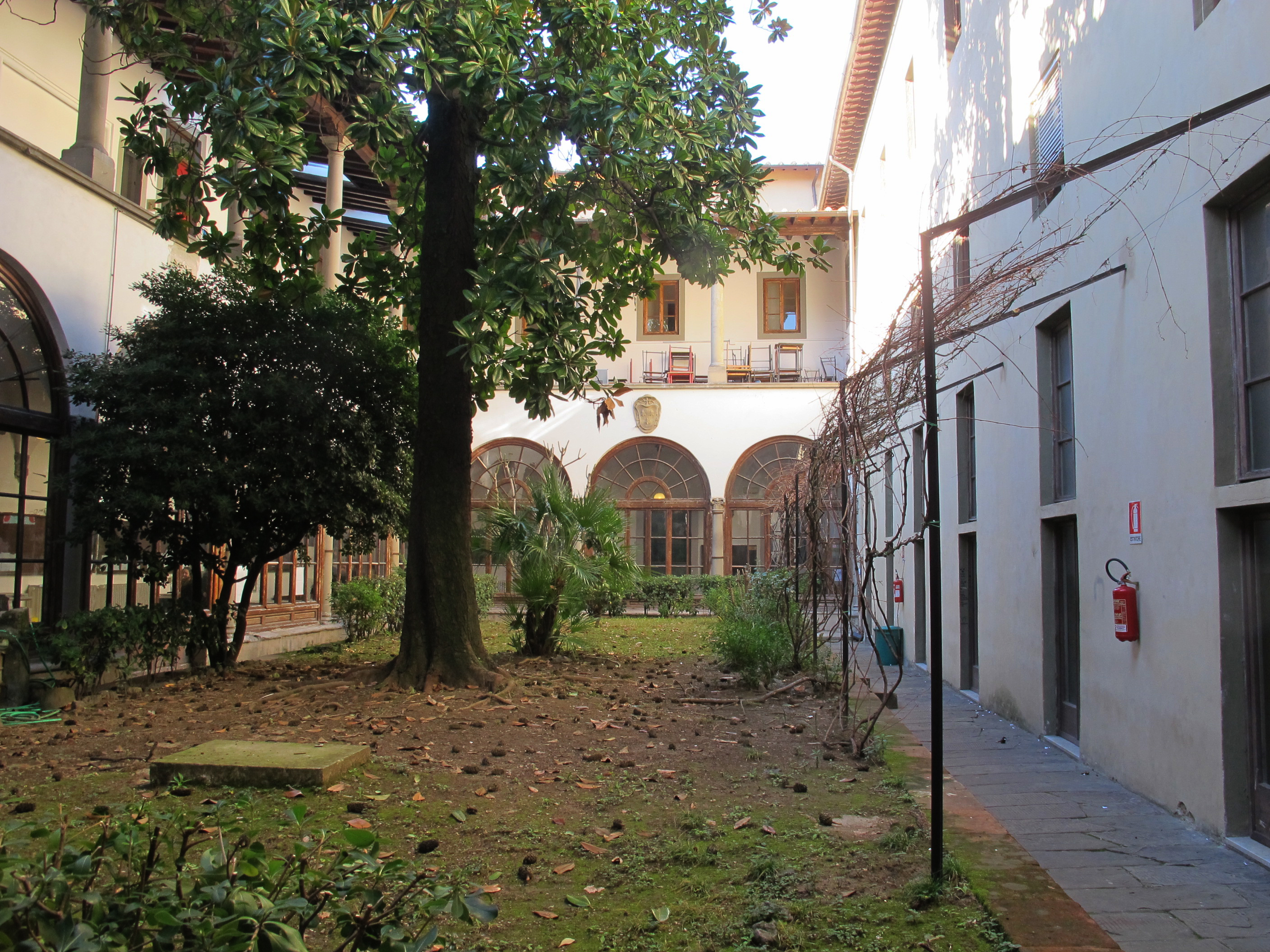
Il chiostro dimezzato e inglobato nel Liceo Michelangiolo

Durante il periodo dell'occupazione francese, Vivant Denon setacciò la chiesa in cerca di opere da mandare in Francia al Musee Napoleon a Parigi. Il direttore individuò tre opere, oggetto di spoliazioni napoleoniche, quali la Visitazione di Domenico Ghirlandaio, oggi al Museo del Louvre, la Madonna col Bambino e san Bernardo, dipinto da Cosimo Rosselli, e la Madonna col Bambino tra i santi Giuliano e Niccolò, dipinto da Lorenzo di Credi. Con il Congresso di Vienna, le opere non vennero restituite, probabilmente a causa delle notevoli dimensioni che ne impedivano l'agevole trasporto, stando al resoconto del Canova.
Nella seconda metà dell'Ottocento, dopo la definitiva soppressione del convento (1866), il complesso fu letteralmente tagliato in due dalla realizzazione dell'attuale proseguimento di via della Colonna (espropri e progetto complessivo dell'architetto Felice Francolini), in origine tracciata fino a borgo Pinti, e nell'occasione portata a congiungersi con l'area di piazza d'Azeglio e di via della Mattonaia, di nuova urbanizzazione (1865-1870).
Durante i lavori sia il chiostro sia il vecchio refettorio furono drasticamente ridotti e gli ambienti variamente adattati nel tempo ad ospitare prima la Scuola Normale Sperimentale Maschile e la Scuola Tecnica P. Toscanelli, poi, dal 1898. Al complesso di Santa Maria Maddalena dei Pazzi erano pertinenti anche il palazzo dell'Istituto duca d'Aosta, sull'altro lato della strada, e quelli dell'Istituto San Silvestro in Borgo Pinti 10. Sulla via l'edificio acquisì l'attuale facciata, progettata e realizzata dallo stesso Felice Francolini attorno al 1870 a spese del Comune e della Provincia di Firenze.
Nel 1888 le carmelitane che ancora avevano cura della chiesa si trasferirono prima in piazza Savonarola, poi in via dei Massoni a Careggi nel monastero tuttora esistente, dove non mancarono di portare anche le spoglie della santa e un buon numero di opere d'arte. Gli immobili del convento di borgo Pinti, soppresso e smembrato, furono dunque assegnati al Comune e destinati a scuola.
Oggi la chiesa, alla quale si accede da Borgo Pinti, e gli ambienti conventuali superstiti ad essa annessi sono passati agli Agostiniani dell'Assunzione (Assunzionisti), dal 1926. Si tratta di un ordine di origine francese e la loro presenza suggella anche il ricordo di santa Teresa di Lisieux che qui si fermò in pellegrinaggio nel 1887, come ricordano una lapide sulla strada e una statua nella quinta cappella di sinistra. Furono i padri francesi a richiedere l'aiuto della Francia per restaurare la chiesa dopo i notevoli danni dell'alluvione di Firenze del 1966, come ricordano due targhe (in italiano e in francese) nel portico. In quell'occasione fu anche costruito il lato destro dell'atrio porticato, fino ad allora incompiuto, ricopiando i capitelli antichi sul lato sinistro.
Oggi la chiesa è frequentata in special modo dalla comunità sudamericana residente a Firenze.

## Descrizione

### Esterno
Su borgo Pinti si trova un prospetto con portale timpanato, su cui si legge l'iscrizione "CENOBIUM CISTERCIENSE". In prossimità dell'angolo con via della Colonna si vede la monumentale mostra seicentesca coronata da uno scudo recante le api dei Barberini, che ricorda proprio il trasferimento delle carmelitane (fra le quali si trovavano tre di casa Barberini) dal Cestello a borgo Pinti, per interessamento di papa Urbano VIII e con la partecipazione di gran parte dei membri del casato ai quali anche lo stesso papa apparteneva.
| URBANO VIII PONT. MAX. QVI MONASTERIVM HOC EX ANGVSTIORE LOCO TRANSLATVM IN AMPLIOREM FORMAM CVLTVMQVE MELIOREM SVIS IMPENSIS RESTITVIT ET CAROLO BARBERINO ERETI DVCI FRATRI EIVS GERMANO ET FRANCISCO S. R E. CARD. VICECANC. ATQ. THADÆO PRÆF. VRBIS CAROLI FILL. VRBANI NEPP. QVI TANTÆ PIETATIS AVSPICIA SECVTI IDEM MONASTERIVM MVLTIS BENEFICIORVM PRÆSIDIIS COMMVNIVERVNT ÆTERNVM GRATI ANIMI MONVMENTVM VIRGINES SANCTIMONIALES P. |

La traduzione è: «A Urbano VIII, Sommo Pontefice, che trasferì questo monastero da un luogo più angusto a una forma più ampia e a un culto più decoroso, restaurandolo a proprie spese;
e a Carlo Barberini, duca di Erette, suo fratello germano, e a Francesco cardinale vicecancelliere di Santa Romana Chiesa, e a Taddeo, prefetto della città, figlio di Carlo, nipote di Urbano, che, seguendo l'esempio di tale pietà, arricchirono lo stesso monastero con molte provvidenze e benefici, questo eterno monumento di grata memoria posero le vergini consacrate».
Accanto alla mostra, verso la cantonata, è inoltre un bando degli Otto di guardia e balìa che proibisce di fare rumore nel raggio di cento braccia dal monastero. 
| [LI SIG. OTTO PROIBISCONO GIVOCHI CANTI SVONI ET ALTRE] SOR[TE DI STREPITI O ROMORI] IN TORNO A QV[ESTO] MO[NŌ]: E VICIN]O A QVE[LLO A] BRACCIA CENTO [PER] OGNI VERSO SOTTO PENA [DI SCVDI DVA] DI CATTVRA ET [ARBITRIO DEL MAG°] COME [PER DECRETO DEL DÌ 26 GIUGNO 1664] |

Dal numero civico 60 è stato a lungo l'ingresso della Scuola media Giosue Carducci. Differentemente dal prospetto su via della Colonna, questo lato non è stato oggetto del recente cantiere di restauro.
Un'altra lapide ricorda la visita della giovanissima Teresa di Lisieux, che visitò Firenze nel 1887 col preciso intento di pregare sulla tomba di Maria Maddalena de' Pazzi, come riportano i suoi diari. Incontrò coi genitori lungo la strada Giovanni Papini, che le indicò il monastero e anni dopo narrò commosso il ricordo di quell'incontro, di cui si rese conto solo molti anni dopo. La santa, troppo giovane per essere accettata in un convento carmelitano secondo i suoi desideri, stava dirigendosi a Roma per ottenere una speciale dispensa a papa Leone XIII.
| Qui presso l'urna contenente il corpo verginale di S. Maria Maddalena de' Pazzi sostava in preghiera S. TERESA DEL BAMBINO GESÙ quindicenne implorando quel posto missionario di frontiera che Gesù chiamandola al Carmelo le avrebbe assegnato nel corpo mistico della Chiesa universale e fiorentina nel primo centenario della nascita 1873 - 1973 |

### L'atrio rinascimentale

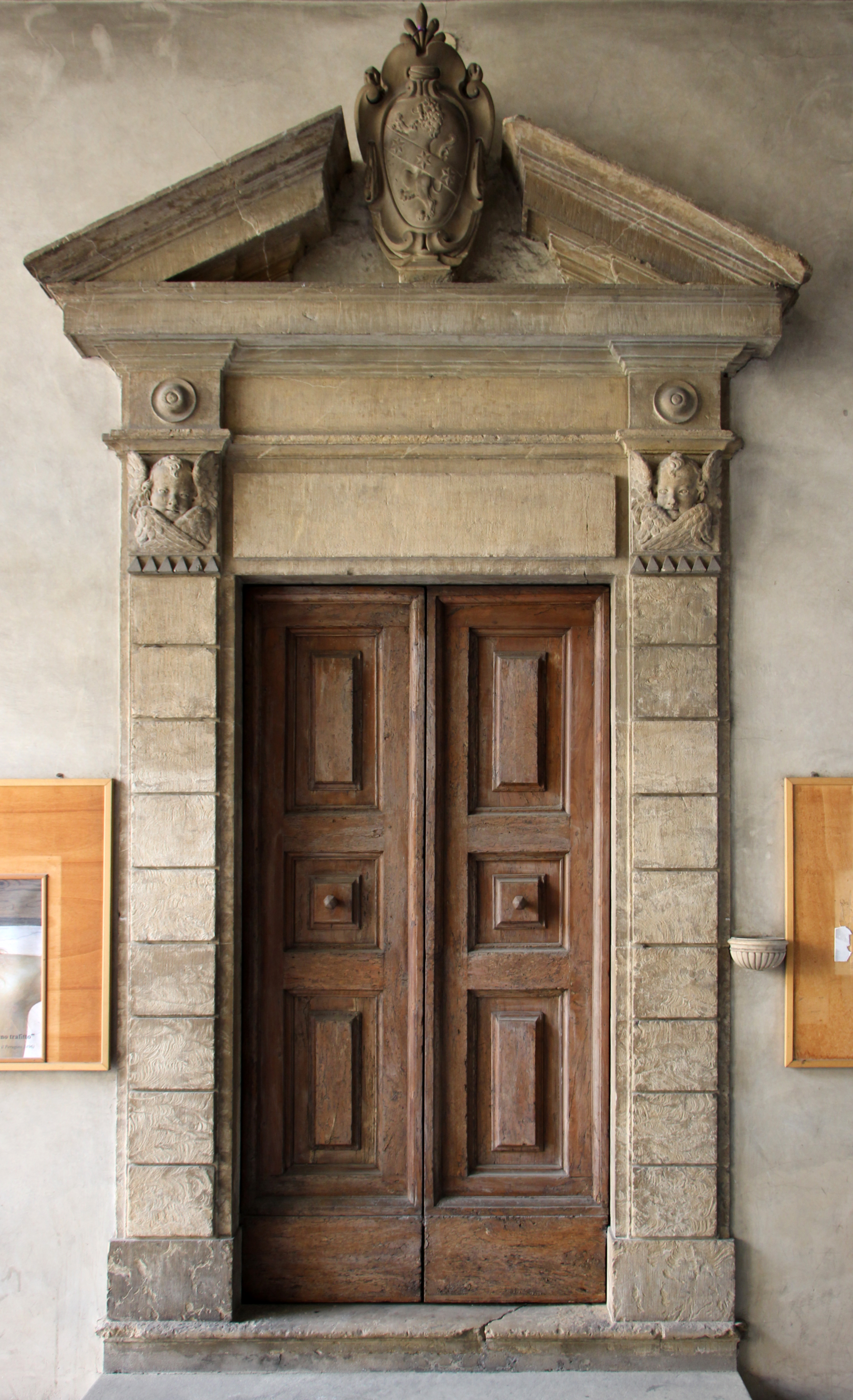
Ingresso della cappella del Giglio

La chiesa è preceduta da un atrio di epoca rinascimentale, progettato da Giuliano da Sangallo su commissione di Bartolomeo Scala, con architravi poggianti su colonne ioniche e con volte a botte, sorrette da colonne in pietra serena. I capitelli furono scolpiti copiando un antico capitello classico in marmo giallo ritrovato a Fiesole e oggi conservato nel museo di Casa Buonarroti: ciò testimonia la grande passione del Sangallo per l'arte antiquaria. Spiccano i due archi a tutto sesto che si aprono al centro sui lati maggiori, uno che porta all'ingresso della chiesa, l'altro all'accesso sulla strada: questi arconi ricordano la soluzione di Brunelleschi nella Cappella Pazzi di Santa Croce.
Questo "quadriportico" non è un chiostro, perché non era usato da monaci, infatti non vi si affaccia nessun ambiente tipicamente cenobitico (come il refettorio o la sala capitolare). Il vero chiostro del complesso è dietro la chiesa, nel Liceo Michelangiolo.
L'insieme del portico ha un aspetto elegante e sobrio tipico dell'architettura fiorentina. Il fianco destro è stato completato solo dopo l'alluvione del 1966 grazie all'interessamento del Comitato France-Italie (termine dei lavori 1968), come ricordano le due targhe alle estremità destra e sinistra per chi entra dal portale sulla via, in cui si legge:
| LA CHIESA DI SANTA MARIA MADDALENA DE' PAZZI DANNEGGIATA DALL'ALLVVIONE DEL 1966 È STATA RESTAURATA PER VOLERE DEI GOVERNI FRANCESE ED ITALIANO IN COLLABORAZIONE TRA L'ASSOCIATION FRANCE ITALIE E LE SOPRINTENDENZE AI MONVMENTI E ALLE GALLERIE |

| L'EGLISE DE SAINTE MARIE MADELEINE DE PAZZI ENDOMMAGEE PAR LES INONDATIONS EN 1966 A ETE RESTAVREE PAR LE GOVVERNEMENT FRANÇAIS ET LE GOVVERNEMENT ITALIEN EN COLLABORATION AVEC L'ASSOCIATION FRANCE ITALIE ET LES SVRINTENDACES AVX MONVMENTS ET AVX MUSEES |

Altre due targhe si trovano ai lati del portale dell'accesso della chiesa, una del 1457 e una del 1710. Poco distante si trova anche una memoria del livello delle acque raggiunto dall'alluvione del '66. Due affreschi staccati con le rispettive lunette sono agli angoli nord-est e sud-ovest, opera rispettivamente di Matteo Rosselli e di Atanasio Fontebuoni.

### La cappella del Giglio
Appena a destra dell'ingresso principale su Borgo Pinti, è incassata tra il muro perimetrale e quello del porticato la Cappella di Santa Maria del Giglio. La piccola struttura risale all'epoca del chiostro, e venne fatta edificare dai cistercenti per le donne devote, che non erano ammesse alla chiesa principale se non due volte all'anno in celebrazioni speciali. Il patronato spettava alla famiglia Del Giglio, da cui il nome, ma la sua decorazione fu voluta da Nereo Neri che ne venne in possesso nel 1598, incaricando Bernardino Poccetti.
In tale occasione il dipinto con il Martirio dei santi Nereo e Achilleo di Domenico Passignano e Ottavio Vannini andò a sostituire la grande pala d'altare di Cosimo Rosselli con l'Incoronazione della Vergine (1505), collocata oggi all'interno della chiesa nella seconda cappella di sinistra.

### L'interno della chiesa

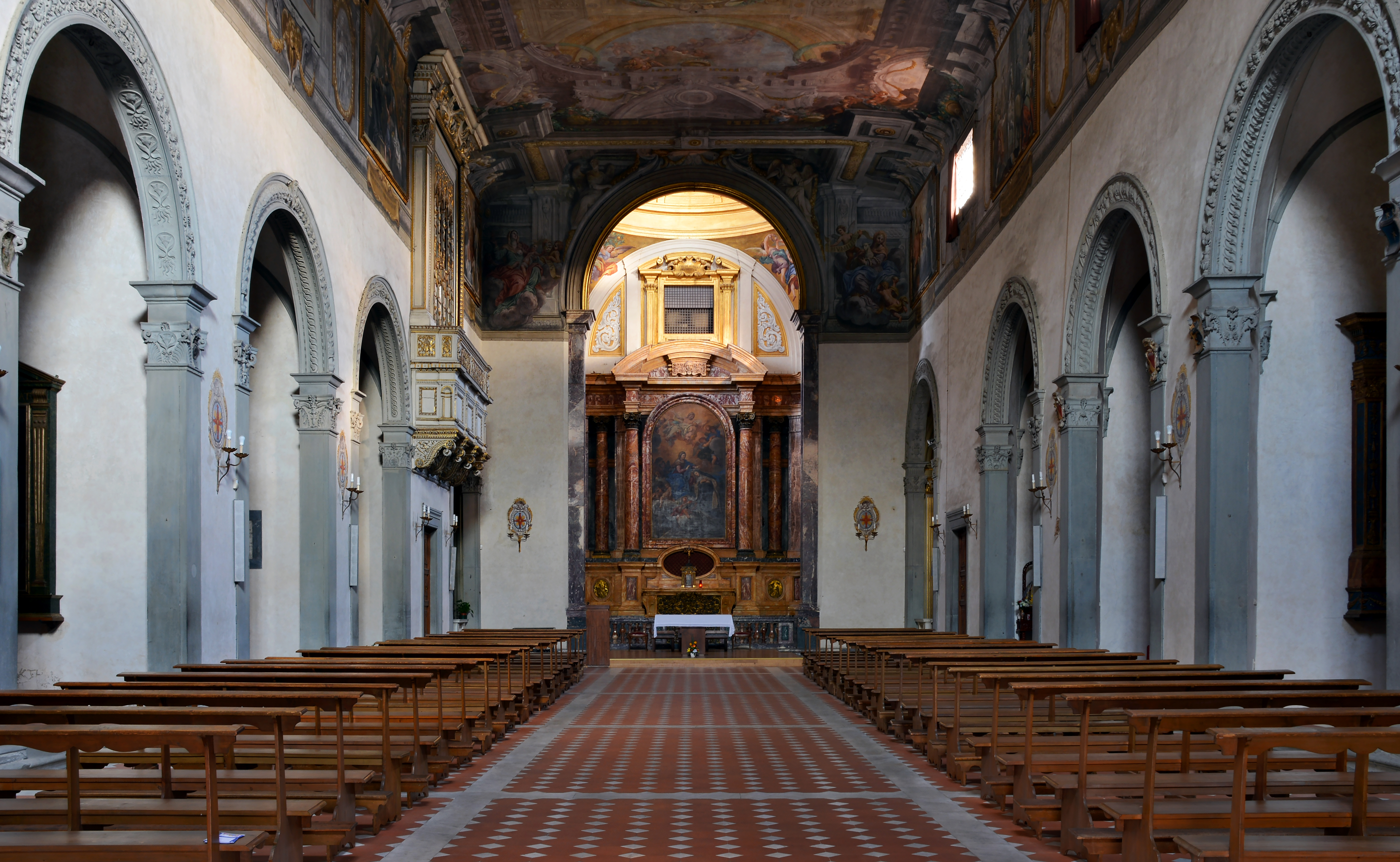
Interno

L'interno della chiesa si presenta armonico nonostante i diversi interventi e i diversi stili succedutisi nei secoli. Ad aula unica, ha sei profonde cappelle per ciascun lato sul modello di San Salvatore al Monte, ed è intonacato di bianco con eleganti fregi architettonici in pietra serena in stile brunelleschiano. La navata è quattrocentesca, il presbiterio è seicentesco, mentre il soffitto e la seconda cappella a destra risalgono al Settecento.
Sui fianchi si aprono sei arcate in pietra serena che corrispondono ad altrettante cappelle laterali; sui capitelli si possono ancora leggere alcuni stemmi di famiglie gentilizie che avevano il patronato della cappella. Ciascuna cappella presenta una volta a vela e una vetrata, tra le quali è particolarmente pregevole quella di San Lorenzo nella terza cappella a sinistra.
Oltre le cappelle la fascia superiore della navata presenta affreschi a monocromo intervallati da dieci tele realizzate a partire dall'anno della canonizzazione di Santa Maria Maddalena dei Pazzi (1669-1670) con scene della sua vita; furono dipinte dall'estroso Cosimo Ulivelli e da altri pittori fiorentini.
Il soffitto conserva il maestoso affresco della Glorificazione della santa opera sempre del 1699 di Jacopo Chiavistelli aiutato da Angiolo Gori.

#### La cappella Maggiore

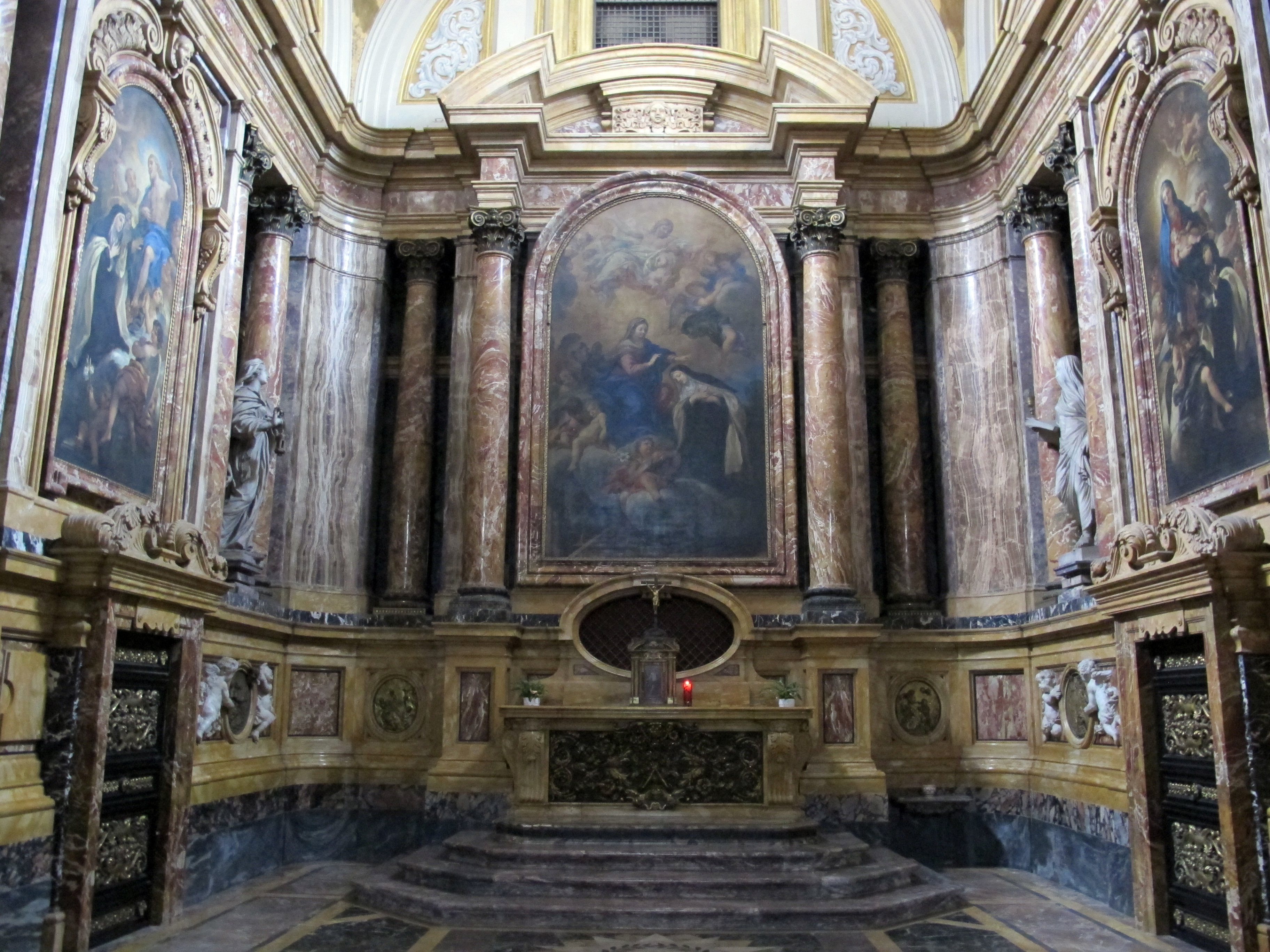
La cappella centrale, particolare

La Cappella Maggiore è uno dei capisaldi del barocco in ambito religioso a Firenze. Fu edificata a partire dal 1677 fino al 1685, per ospitare le reliquie della santa. Questa sorta di "cappella spettacolo", nella quale, come in una messa in scena, si combinano marmi policromi, bronzi, dorature, statue, affreschi e tele dipinte, è emblematica della sensibilità religiosa al tempo del granducato di Cosimo III de' Medici, non a caso promotore dell'impresa.
Il progetto fu curato dal romano Ciro Ferri, allievo di Pietro da Cortona, e fu portato a compimento da Pier Francesco Silvani. La cupola presenta un affresco di un cielo illusionistico dove appare raffigurata l'Ascesa di santa Maria Maddalena de' Pazzi con tutti i santi fiorentini, opera di Pier Dandini del 1701.
Tra le preziose colonne in marmi rossi e gialli furono inserite la pala centrale di Ciro Ferri stesso (Vergine e santa Maria Maddalena dei Pazzi, 1684) e le due pale laterali di Luca Giordano (Gesù e santa Maria Maddalena dei Pazzi e la Vergine presenta il Bambino a santa Maria Maddalena dei Pazzi, 1685). Le quattro sculture allegoriche in marmo di Carrara nelle nicchie vicine agli angoli sono a sinistra di Antonio Montauti (Innocenza, 1723, e Religione, 1738, terminata da Gaetano Masoni) e a destra di Innocenzo Spinazzi (Fede e Penitenza, 1781). I putti di marmo della fascia inferiore sono di Carlo Marcellini e i tondi e ovali bassorilievi bronzei con storie della santa di Massimiliano Soldani Benzi.

#### Cappelle di sinistra

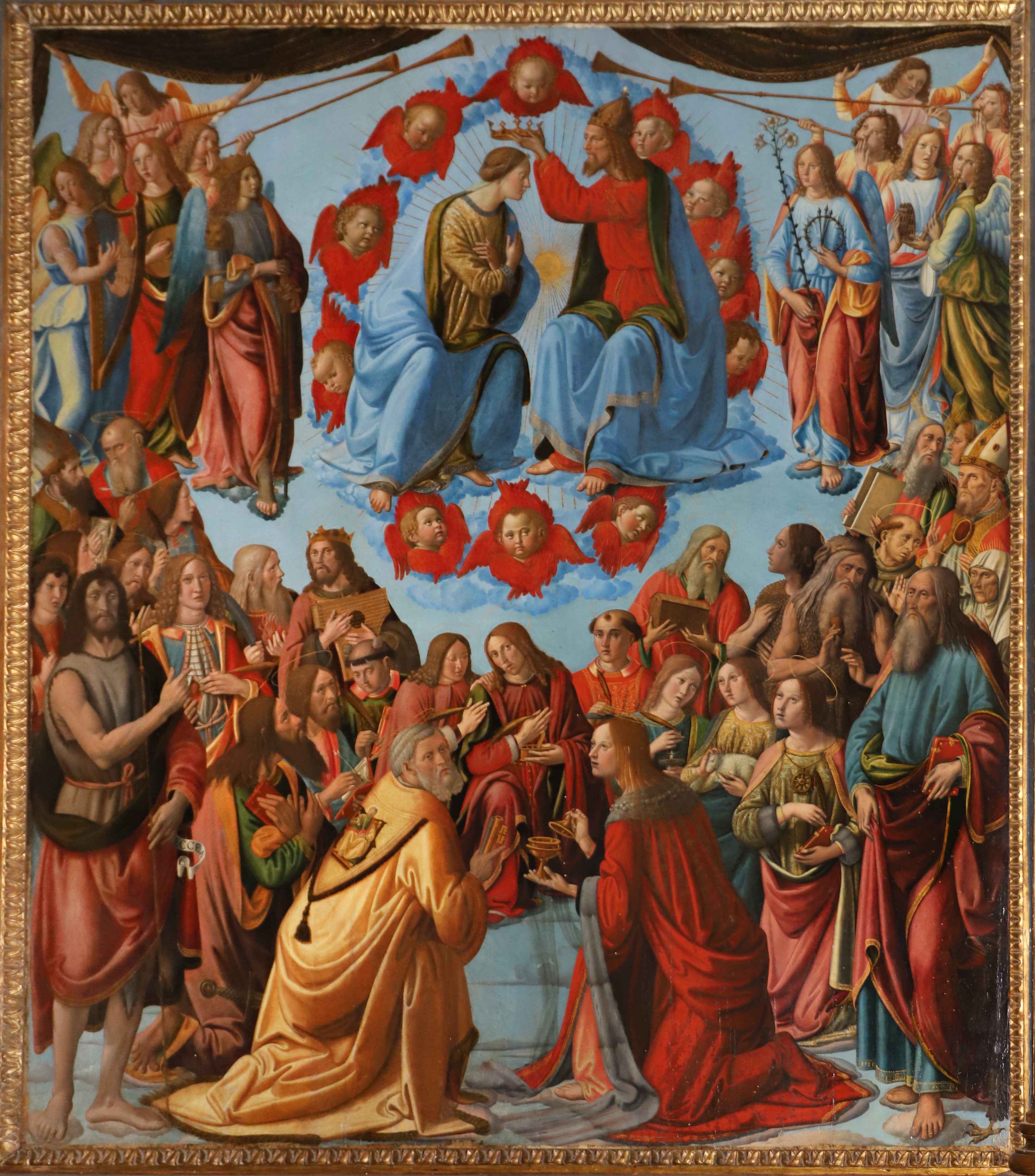
Cosimo Rosselli, Incoronazione della Vergine (1505)

Partendo dalla controfacciata si incontrano sul lato sinistro sei cappelle:
1. Nella prima cappella si trova la tela di San Lorenzo di Francesco Curradi (1610) e quella di Cosimo Gamberucci con la Natività (1618).
2. Nella seconda cappella è ospitata in una bella cornice intagliata e dorata l'Incoronazione della Vergine di Cosimo Rosselli (1505).
3. Nella terza, dei Tornabuoni, la tela dell'Orazione nell'orto di Santi di Tito (1591); la statua lignea della Vergine col Bambino (fine XIV secolo); la vetrata policroma di San Lorenzo del 1491 fu realizzata da Alessandro Agolanti, l'autore anche delle vetrate disegnate dal Ghirlandaio nella cappella Tornabuoni in Santa Maria Novella.
4. Nella quarta, la statua in legno dipinto di un San Sebastiano di Leonardo del Tasso (1500), o forse di Cervagio del Tasso[6], inserita in un'ancona con due santi dipinti da Raffaellino del Garbo, San Rocco e Sant'Ignazio di Antiochia vescovo.
5. Nella quinta, il Martirio di san Giacomo di Cosimo Bizzelli (1601) e la tela da organo di Giovan Battista Cipriani con la Comunione di santa Maria Maddalena dei Pazzi (1754).
6. Nella sesta infine, dopo la porta di un altro ambiente, sormontata dalla cantoria quattrocentesca e dalla monta d'organo del XVIII secolo, si trovano una serie di affreschi ottocenteschi di Giuseppe Servolini che illustrano le Storie dei funerali della beata Bartolomea Bagnesi, mentre la cupola presenta Visione della beata a santa Maria Maddalena dei Pazzi, dello stesso autore (1807); la pala d'altare è di Giuseppe Collignon (XIX secolo) e raffigura la Gloria della beata Bartolomea Bagnesi.

#### Cappelle di destra
Altrettante cappelle si aprono sul lato destro.
1. Nella prima, più vicina all'entrata, si trova il grandioso Martirio di san Romolo, del manierista Carlo Portelli, suo capolavoro, firmato e datato 1557; vi si trova anche la più piccola tela attribuita a Francesco Curradi con Sant'Alberto carmelitano, del 1610.
2. La seconda cappella fu decorata nel Settecento con stucchi e pitture; vi si trovano tre tele di Giuseppe Piattoli del 1778: San Luigi Gonzaga, Arcangelo Raffaele appare ai credenti e Sant'Antonio da Padova.
3. Sul lato della parete della terza cappella, appartenuta alla famiglia fiorentina degli Jacopi, è appesa la seicentesca Incoronazione della Vergine di Matteo Rosselli (siglata, ma già attribuita erroneamente ad Alfonso Boschi) entro una pregevole cornice del Quattrocento, mentre sull'altare si trova una predella della fine del XV secolo, opera di Lorenzo di Credi, che decorava una pala d'altare trafugata da Napoleone e oggi ancora al Louvre. La vetrata policroma rappresenta lo stemma della famiglia Jacopi; la pietra tombale marmorea fu disegnata da Andrea del Sarto. Sulle colonne d'ingresso della cappella a sinistra lo stemma degli Jacopi (cinghiale nero in campo d'oro) e a destra quello dei Serristori.
4. La quarta cappella presenta un oggetto in rame smaltato entro una cornice lignea del XVIII secolo dell'artista J.M. Enzet di Limoges; all'altare si trova la tela di Domenico degli Ubaldini detto il Puligo con la Madonna con Bambino e santi del 1525-1526|26.
5. La quinta cappella ha una vetrata con lo stemma Pepi e le Stimmate ed esequie di san Francesco, databile al 1500-1510, e creata sulla base di un cartone usato anche per un'opera simile nella chiesa di San Salvatore al Monte[7].
6. Dopo l'accesso alla sacrestia, dove si passava per visitare l'affresco del Perugino, si trova la sesta cappella nella quale sono ospitate alcune opere del primo Ottocento: due affreschi di Luigi Catani con Pie donne al sepolcro, Mosè e gli ebrei e Cristo deposto dalla croce; gli affreschi e della cupoletta (Ascensione) sono coevi. In questa cappella si trova anche un crocifisso in legno e cartapesta stuccato a gesso, attribuito a Bernardo Buontalenti.

### L'ex-convento, oggi scuola
L'edificio dell'ex-convento è in gran parte utilizzato dal Liceo classico statale Michelangiolo

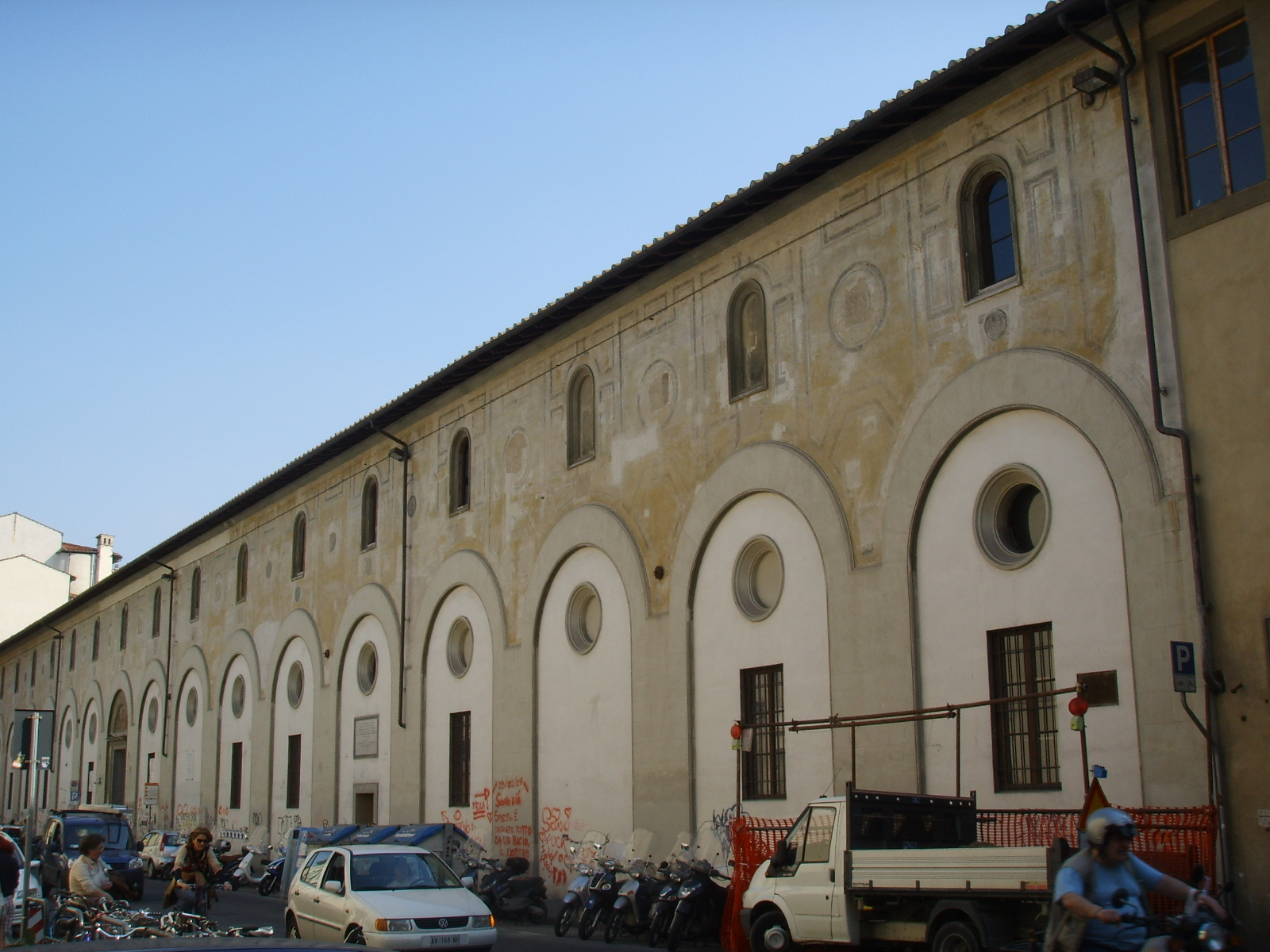
Il liceo in via della Colonna

Della primitiva costruzione duecentesca permane traccia solo in due finestre archiacute interne, oggi tamponate, ubicate nell'attuale Aula Magna. Al Seicento risalgono invece il coro (oggi palestra grande), il capitolo (attuale palestra piccola), e ancora la sagrestia, il parlatorio e l'appartamento della madre superiora.
Sulla via l'edificio ha una facciata ottocentesca caratterizzata dal succedersi di diciannove ampie e alte arcate tamponate, sopra le quali corre un piano con finestre distribuite sulla superficie intonacata, dipinta a riquadri e arricchita da elementi graffiti, questi ultimi quasi del tutto scomparsi. Tali lavori di riquadro, già in pessime condizioni di conservazione nonostante degli interventi documentati nel 1932 e nel 1950, a interessare l'intero complesso, sono stati recuperati e integrati grazie a un cantiere avviato nel 2011 e conclusosi nei primi del 2012, su progetto dell'architetto Giorgio Castelli e direzione dei lavori dell'architetto Brunella Sibilia. Pur apparentemente modesta sotto il profilo artistico, la decorazione - oltre ad animare la grande estensione del prospetto sottolineando il ritmo delle arcate - è da considerare una testimonianza oramai rara di un gusto che evidentemente dovette essere proprio dell'ultimo quarto dell'Ottocento, negato nel Novecento con la distruzione di molti episodi, così sul tratto del corridoio vasariano in corrispondenza della chiesa di Santa Felicita, della loggia dell'ospedale di San Paolo in piazza Santa Maria Novella, ecc.
Sulla facciata del liceo, al terreno, sono state apposte, oltre il portone sormontato da una lunetta dipinta con Santa Maria Maddalena dei Pazzi, due lapidi in ricordo degli studenti del liceo periti nel corso delle guerre: la prima posta dal Comune nel 2005 in relazione ai morti del periodo 1943-1945, la seconda murata nel 1937 in riferimento ai due volontari, Luigi Michelazzi e Leonardo Magnani, morti nella Guerra d'Etiopia. Negli spazi interni, oltre alle testimonianze antiche, si segnala un bassorilievo bronzeo ai Caduti della prima guerra mondiale (Giulio Passaglia, 1920), e un'Allegoria delle Arti realizzata nel 1943 dall'allora allievo liceale Franco Borsi. Il complesso ospita tuttora il Liceo classico Michelangiolo.
| LA FEDE NEI DESTINI IMPERIALI DELLA PATRIA EROICAMENTE SUGGELLARONO IN ETIOPIA COL GENEROSO OLOCAUSTO DELLA LORO GIOVINEZZA IL TEN. LUIGI MICHELAZZI MEDAGLIA D'ORO ED IL S.TEN. LEONARDO MAGNANI MEDAGLIA D'ARGENTO VOLONTARII DI GUUERRA QUESTA SCUOLA CHE NE TEMPRÒ L'ANIMA A MAGNANIME IMPRESE NE TRAMANDA ORGOGLIOSA IL NOME E L'ESEMPIO 16 MAGGIO 1937 - XV - II |

All'11, vicino all'angolo con Borgo Pinti, una targa ricorda Pio VII e la sua visita al monastero delle monache del Cestello:
| PIVS VII. PONT. MAXIMVS POSTRID. NON. NOV. MDCCCIV MEMORIAS. S: M: MAGD: DE. PAZZIS ET B: M: BAGNESIAE: PIE. VENERATVS ADSTANTE. M: ALOYSIA. ETRVRIAE. REG: EARVNDEM. NVMINI. DICATISSIMA COENOB: VIRGINVM. D: S: M: IN CISTELLO OB. INSIGNEM. HONOREM. MARMOR: POSVIT. |

La traduzione è: "Pio VII Pontefice Massimo il 6 novembre 1804 venerò devotamente le reliquie di santa Maria Maddalena dei Pazzi e della beata Maria Bagnesi alla presenza di Maria Luisa regina di Etruria devotissima al culto delle medesime. Il monastero delle suore di Santa Maria in Cestello pose una lapide a ricordo dell'insigne onore".
Metà del chiostro del 1542 sopravvive nell'istituto scolastico, chiuso da vetrate.

### La Crocifissione del Perugino

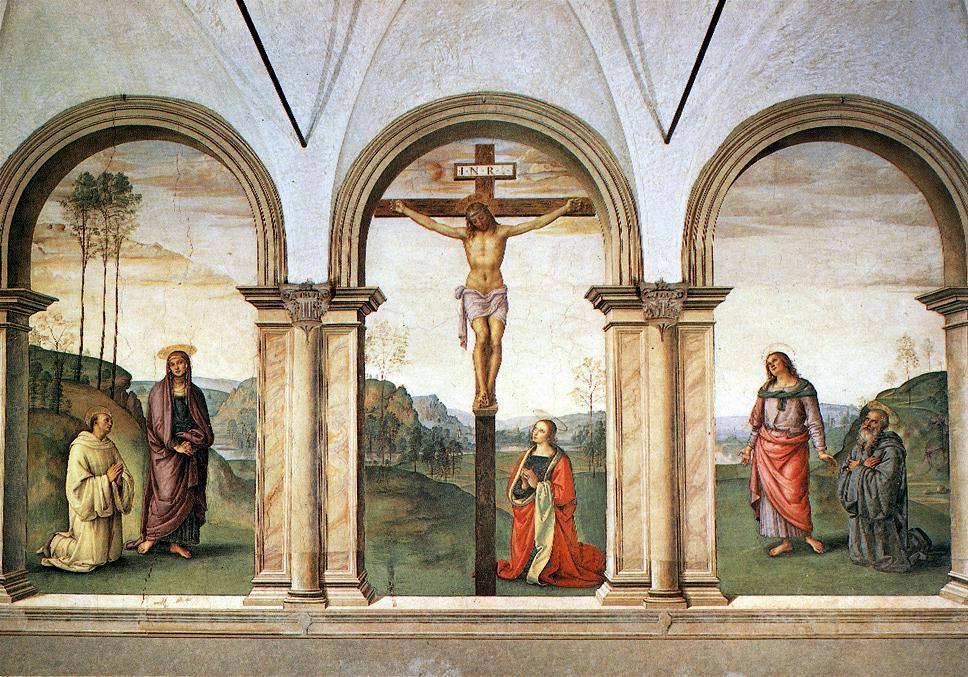
Crocifissione del Perugino

La Crocifissione ad affresco del Perugino nella sala capitolare del convento è un piccolo museo a sé stante.
Compiuta nel 1494-1496, quando il convento era ancora sotto i frati cistercensi, per volere della famiglia Pucci, costituisce la più importante testimonianza artistica risalente a tale fase storica: nella parete tripartita da arcate, ma ambientati in un paesaggio unificato e rarefatto tipico dello stile umbro, sono raffigurati con sobrietà e misticismo Cristo in croce adorato dalla Maddalena penitente (chiara allusione alle Pentite che venivano accolte nel convento), affiancato a sinistra dalla Madonna e san Bernardo e a destra dai santi Giovanni Evangelista e Benedetto. Nella stessa sala capitolare un affresco di Cristo che scende dalla croce ad abbracciare san Bernardo dello stesso autore, con sinopia.
Attualmente i locali con la Crocifissione del Perugino sono visitabili in determinati giorni della settimana accedendo dal liceo Michelangiolo, che occupa una parte del complesso originario.

## Confraternite
Avevano sede in Santa Maria Maddalena dei Pazzi o nei suoi paraggi alcune confraternite, tra cui la buca di Sant'Antonio Abate.

## Opere già in Santa Maria Maddalena dei Pazzi
- Sandro Botticelli, Annunciazione di Cestello (1489-1490 circa), oggi agli Uffizi
- Francesco Botticini, Gloria della Madonna col Bambino e santi, oggi al Museo del Louvre
- Lorenzo di Credi, Madonna col Bambino tra i santi Giuliano e Nicola, oggi al Museo del Louvre
- Perugino, Apparizione della Vergine a san Bernardo (1488-1489), oggi nell'Alte Pinakothek di Monaco di Baviera
- Domenico Ghirlandaio
  - Visitazione (1491), oggi al Museo del Louvre
  - Santo Stefano tra i santi Jacopo e Pietro (1493), oggi alla Galleria dell'Accademia di Firenze, proveniente dalla cappella fondata da Stefano Boni nel 1492, della famiglia di mercanti della seta legati ai Tornabuoni. L'opera fu trasferita agli Uffizi nel 1865 e all'Accademia nel 1870[9].